# Ciudad Serdán
Ciudad Serdán är en ort i Mexiko.   Den ligger i kommunen Chalchicomula de Sesma och delstaten Puebla, i den sydöstra delen av landet, 180 km öster om huvudstaden Mexico City. Ciudad Serdán ligger 2 544 meter över havet och antalet invånare är 22 128.
Terrängen runt Ciudad Serdán är kuperad österut, men västerut är den platt. Runt Ciudad Serdán är det ganska tätbefolkat, med 139 invånare per kvadratkilometer. Ciudad Serdán är det största samhället i trakten. Trakten runt Ciudad Serdán består till största delen av jordbruksmark.